# 워게임: 레드 드래곤
워게임: 레드 드래곤(Wargame: Red Dragon)은 유진 시스템즈에서 개발하고 포커스 홈 인터랙티브에서 처음 출시했으며 2014년 4월 17일에 출시된 실시간 전략 비디오 게임이다. 워게임: 에어랜드 배틀의 속편이다.

## 다운로드 가능 콘텐츠
이 게임에는 무료 및 유료 DLC가 모두 포함되어 있다. 처음 3개의 무료 DLC에는 다수의 멀티플레이어 지도와 기존 세력에 유닛이 추가되는 반면, 유료 DLC에는 완전히 새로운 플레이 가능한 국가가 추가된다.
처음 세 개의 DLC는 2016년에 출시되었다. 5월에 출시된 첫 번째 DLC에는 네덜란드 군대가 게임에서 플레이 가능한 세력으로 등장한다. DAF YP-408 및 DAF YP-104와 같은 네덜란드 차량과 영국, 프랑스, 독일 및 미국의 혼합 차량은 네덜란드 사용 허가를 받았다. 6월에 출시된 또 다른 DLC에는 이스라엘 방위군이 게임에 등장한다. 이스라엘 육군 장비, 특히 메르카바 시리즈 탱크는 다른 많은 이스라엘 유닛과 함께 게임에서 사용할 수 있다. Double Nation Pack: REDS라는 세 번째 DLC는 유고슬라비아와 핀란드를 소련의 동맹국으로 게임에 소개한다. 이 DLC에는 186개의 새로운 유닛이 포함되어 있으며 12월 1일에 출시되었다.
2021년 9월에 출시된 네 번째 DLC는 90개의 SADF 유닛, 20개의 새로운 차량 모델 및 몇 가지 새로운 변형으로 남아프리카 국방군 세력을 게임에 추가한다.
2024년 7월 26일 다섯 번째 DLC가 발표되어 가까운 시일 내에 이탈리아가 게임에 추가될 것임을 알리고 국가 투표에서 4위를 차지한 후 C1 아리에테 MBT 및 A11 공격 항공기를 포함한 새로운 유닛을 약속했다.

## 평가
| 평가 |        |
| --- | ------ |
| 통합 점수 통합사 점수 메타크리틱 78/100 [ 1 ] 평론 점수 평론사 점수 유로게이머 7/10 [ 2 ] IGN 7.6/10 [ 3 ] PCGamesN 7/10 [ 4 ] |        |
| 통합 점수 |        |
| 통합사 | 점수   |
| 메타크리틱 | 78/100 |
| 평론 점수 |        |
| 평론사 | 점수   |
| 유로게이머 | 7/10   |
| IGN | 7.6/10 |
| PCGamesN | 7/10   |